# Buky Schwartz
Buky Schwartz (Hebreeuws: בוקי שוורץ) (Jeruzalem, 1932 - Tel Aviv, 1 september 2009) was een Israëlische beeldhouwer en videokunstenaar.

## Leven en werk
Buky (Moshe) Schwartz werd geboren in Jeruzalem en studeerde van 1956 tot 1958 bij de beeldhouwer Itzhak Danziger aan het
Avni Institute of Art and Design in Tel Aviv. Hij verhuisde in 1959 naar Londen, waar hij van 1959 tot 1962 zijn beeldhouwstudie hervatte aan het Central Saint Martins College of Art and Design. In 1960 werd Schwartz uitgenodigd voor deelname aan het Symposion Europäischer Bildhauer van Karl Prantl voor steenbeeldhouwers in het Oostenrijkse Sankt Margarethen im Burgenland. In 1961 nam hij deel aan het Bildhauersymposion Kaisersteinbruch bij Kirchheim (Neder-Franken) en deed hij met onder anderen Herbert Baumann, Gerson Fehrenbach en Yasuo Mizui mee aan het Bildhauer Symposion 1961-1963 (het zogenaamde Mauer Symposion) in Berlijn (Steinskulptur 1961-62).
Hij keerde in 1963 terug naar Israel, waar hij zich toelegde op de constructie van geometrische, geverfde stalen sculpturen. Hij vertegenwoordigde Israël bij de Biënnale van Venetië van 1966. In 1971 verhuisde hij naar New York, waar hij videokunst ging integreren in zijn werk. In 1987 werd hij uitgenodigd voor documenta 8 in het Duitse Kassel.
De kunstenaar woonde en werkte tot zijn dood in 2009 in Tel Aviv en New York.

## Werken (selectie)
- White from 0 Degrees to 180 Degrees (1969), Israel Museum, Jeruzalem
- The Pillar of Heroism (1970), Yad Vashem, Jeruzalem
- Levitation (1976)
- Reflection Triangle (1980)
- Memorial to Jonathan Netanyahu (1986), Philadelphia
- Metropolis (1990), Tel Aviv University, Tel Aviv
- Plato's Cave (1992), Mahaney Center for the Arts, Middlebury College Campus in Middlebury (Vermont)
- A Window on the Boulevard - Steel Sculpture and Chair (1992), Rothschild Boulevard in Tel Aviv
- Forest Hill (1997), Umedalens skulpturpark in Umeå
- Mosquito (2007), Tel Aviv Museum of Art, Tel Aviv

## Fotogalerij

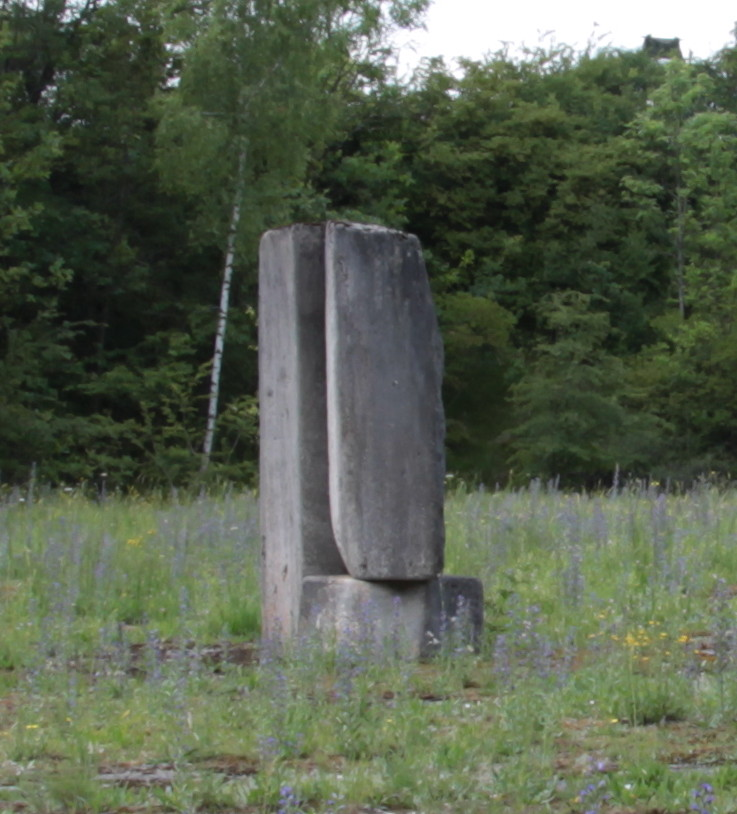
Zonder titel (1961)
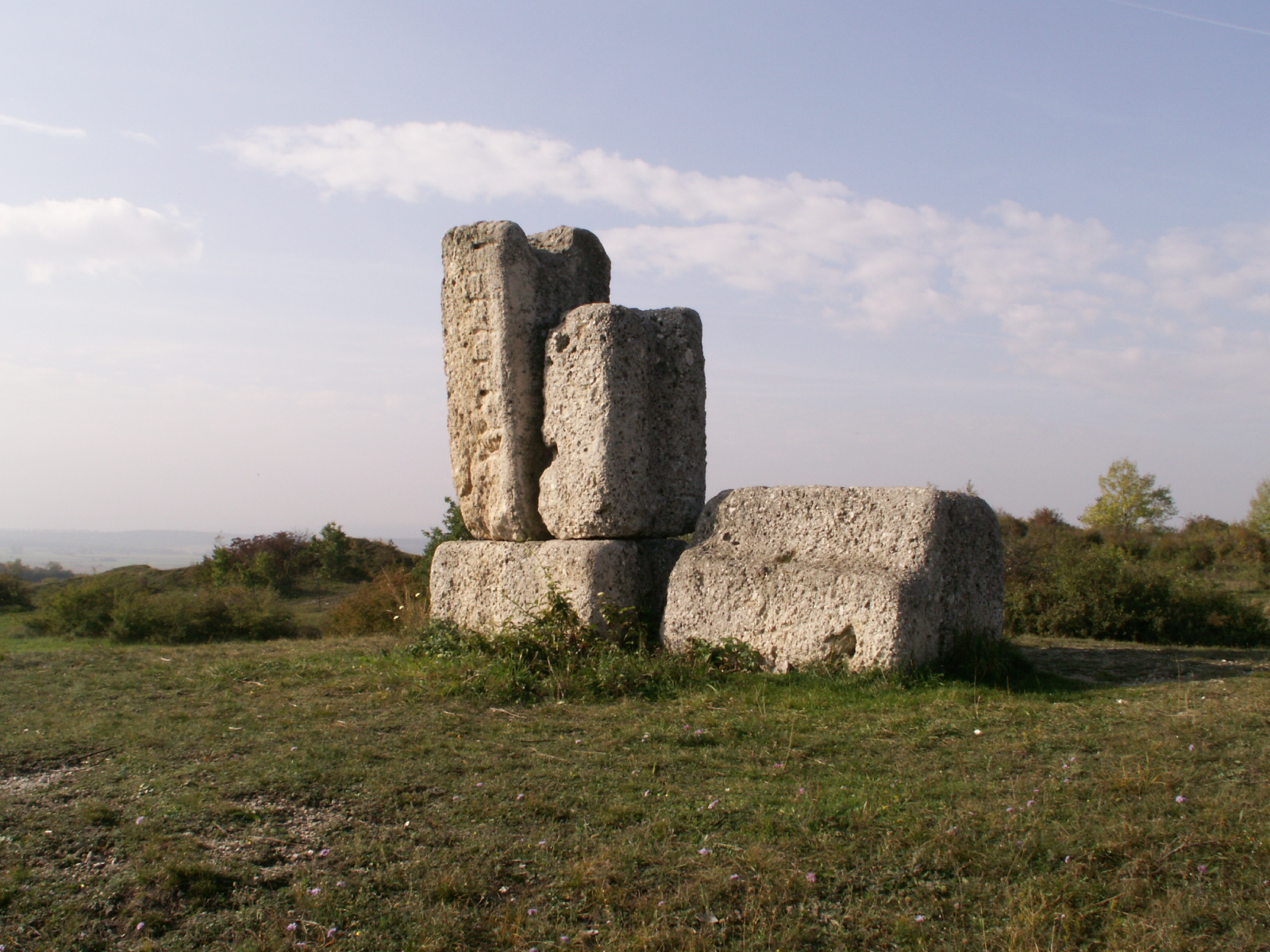
Sankt Margarethen im Burgenland, 1963
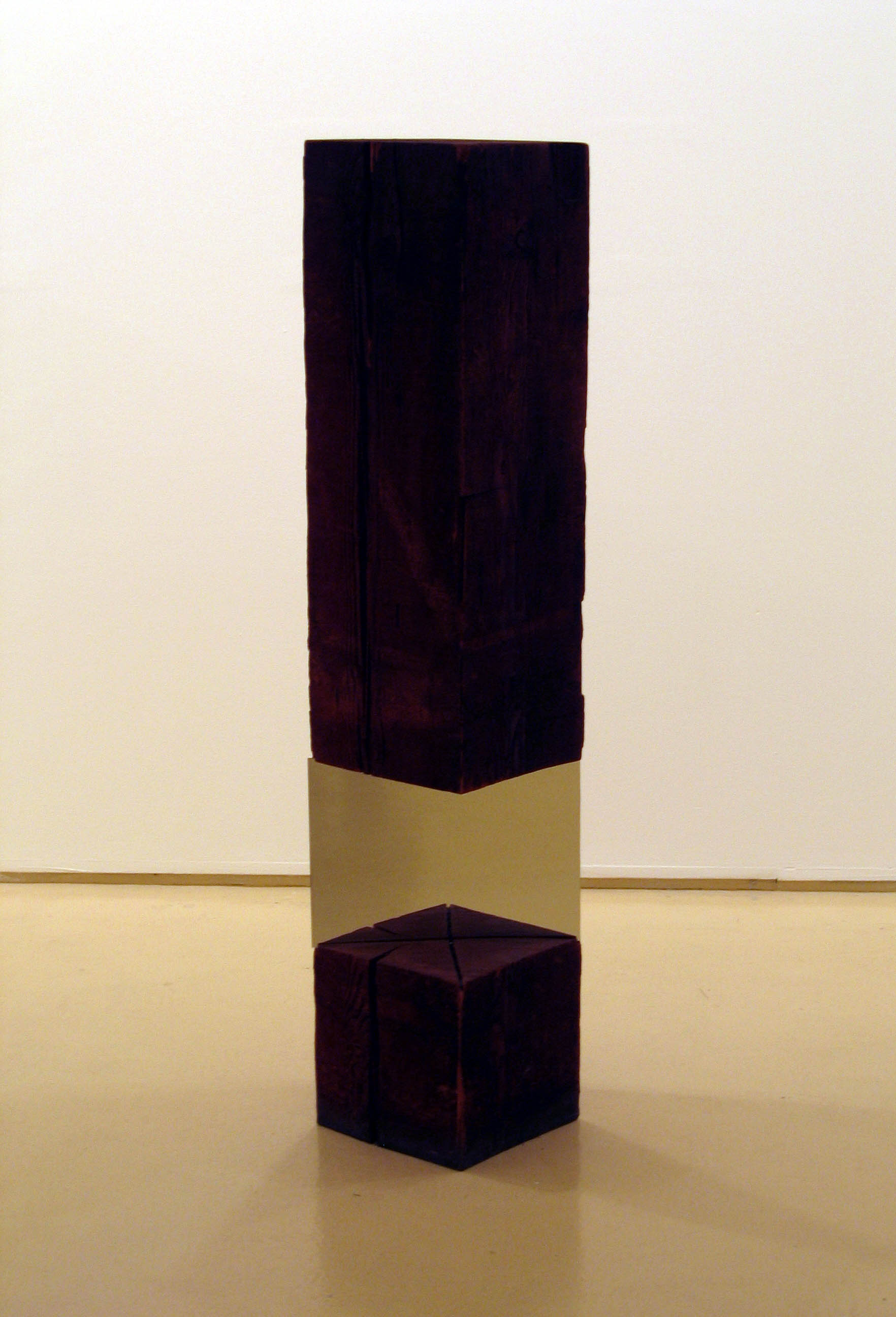
Levitation, 1976
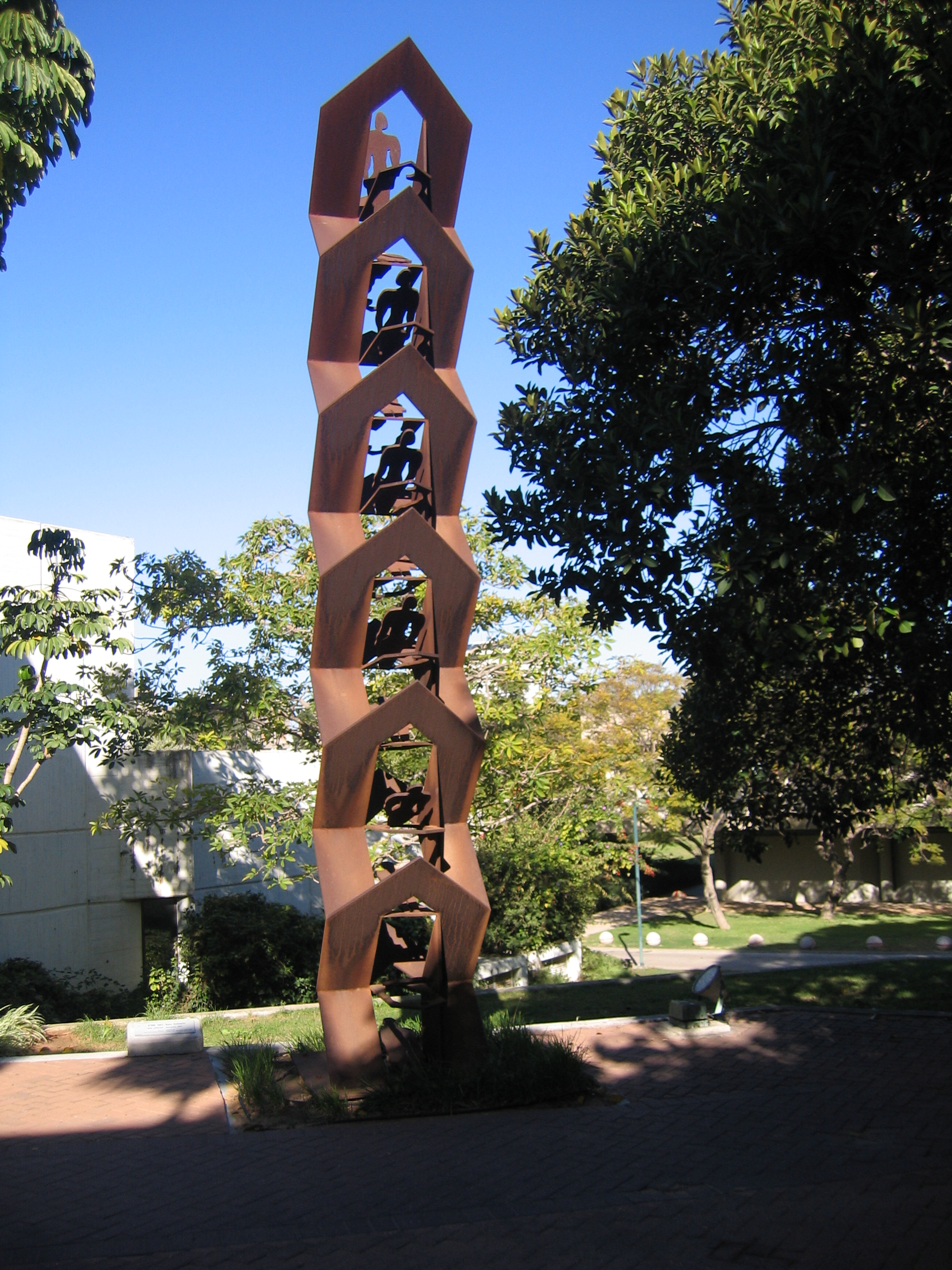
Metropolis, 1990
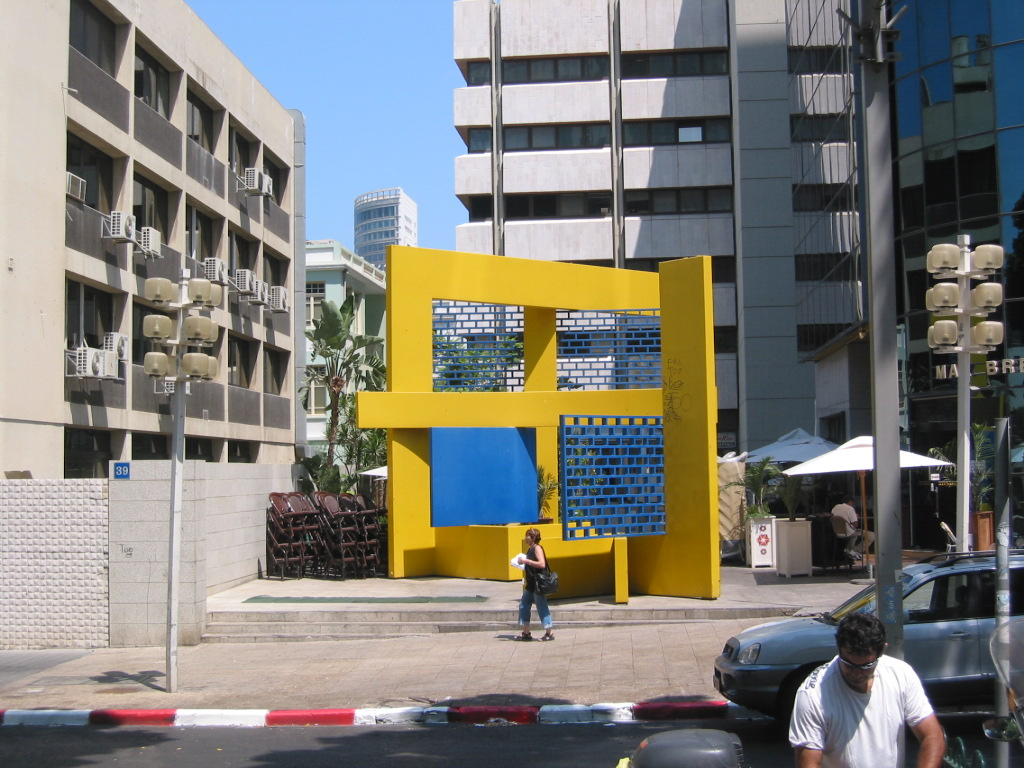
Sculptuur Rothschild Boulevard, Tel Aviv
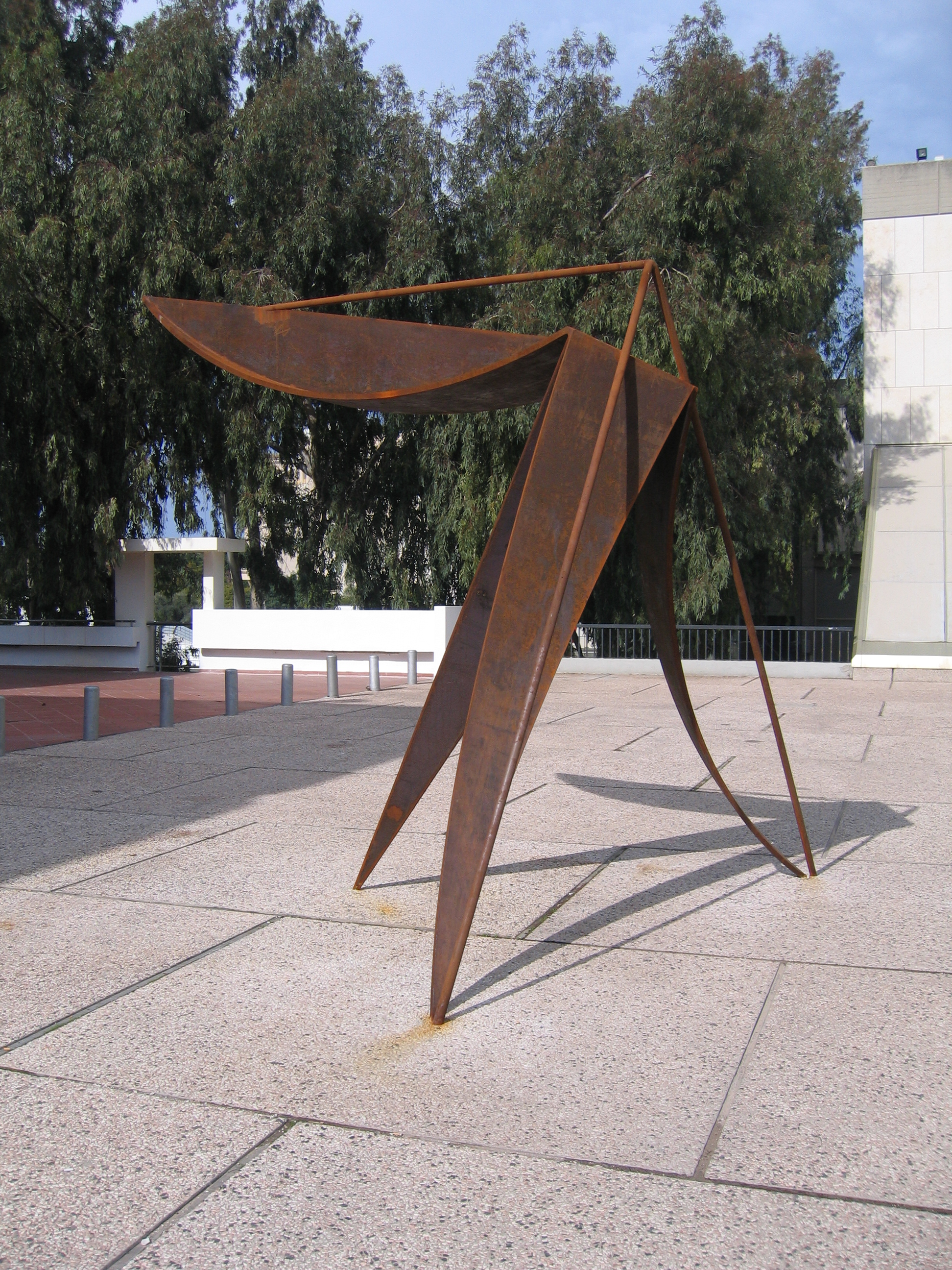
Mosquito, 2007